# Teodósio de Oliveira Ledo
Theodósio de Oliveira Lêdo (Aprox. 1646— 1732) foi Capitão-Mor das Fronteiras dos Piranhas, Cariris e Piancós. Foi um nobre miliciano das Ordenanças Portuguesas no Brasil, promoveu a exploração e ocupação dos sertões paraibanos. Fundador de vários povoados, arrais e vilas que posteriormente se tornaram municípios, entre eles Campina Grande, Boa Vista, Pombal. Pertenceu à linhagem dos Oliveira Lêdo, sendo a origem mais provável de ter sido descendente de Bartolomeu Lêdo (provavelmente bisneto deste), casado com a mameluca Anna Linz, filha do alemão Roderich Linz (aportuguesado para Rodrigo Lins) e a índia nativa Felipa Rodrigues, mas que promoveu a exploração de gado e povoamento dos sertões da Paraíba, Pernambuco, Bahia e Rio Grande do Norte.

## História

### Antecedentes
Theodósio de Oliveira Lêdo foi Capitão-Mor das fronteiras dos Espiranhas, Cariris e Piancós, sucedendo seu irmão, Constantino de Oliveira Lêdo, filhos de Custódio de Oliveira Lêdo. Em 1664, Theodósio de Oliveira Lêdo e sua família saíram da região são-franciscana da Capitania da Bahia de Todos os Santos, que hoje faz parte do município de Helópolis, Estado do estado de Sergipe, para explorar a sesmaria que lhe tinha sido entregue. Essa sesmaria ficava ao longo do Rio Paraíba e media 275 km (50 léguas) de comprimento por 55 km (10 léguas) de largura. Seu tio, Antônio de Oliveira Lêdo, foi o primeiro capitão-mor da Infantaria de Ordenanças do Sertão da Paraíba.

### Títulos e concessões
Theodósio de Oliveira Lêdo foi o 2º Capitão-mor das Fronteiras dos Espiranhas, Cariris e Piancós, sucedendo seu irmão, Constantino de Oliveira Lêdo de quem herdou o título por carta patente se Sua Majestade D. Pedro II de Portugal. Sendo Constantino o primeiro Capitão-mor das Fronteiras dos Espiranhas, Cariris e Piancós, título este criado em 1688. Em 1664, Theodósio de Oliveira Lêdo e sua família saíram da região são-franciscana da Bahia, que hoje faz parte do estado de Sergipe, para explorar a sesmarias que lhe tinham sido entregues por empreendimentos com outros nobres por postos de milícia. Teodósio recebeu várias cartas de mercê para datas e sesmarias cuja ocupação empreendeu sozinho ou com consorciados, inclusive em uma destas datas edificou seus currais vizinhos à fazenda do Herói da Batalha dos Guararapes e Cavaleiro da Ordem de Cristo André Vidal de Negreiros. 
Tais títulos conferem à Theodósio de Oliveira Lêdo a condição de Nobre da Casa Real Portuguesa, sendo os títulos de postos de milícia (capitão-mor, sargento-mor, alferes) para Ordenanças, constituem para o possuidor os mesmos privilégios de Cavaleiro Fidalgo da Casa Real Portuguesa.[1]
Theodósio foi muitas vezes elogiado por seus empreendimentos e feitos militares contra os índios Janduís, aliados dos Holandeses após a expulsão dos mesmos. Estes elogios vieram principalmente do governador-geral de Pernambuco e do governador-geral do Brasil, tendo suas proezas chegado aos ouvidos do Rei de Portugal e imortalizados no livro do Visconde de Taunay "A Guerra dos Bárbaros".

### A Guerra dos Bárbaros

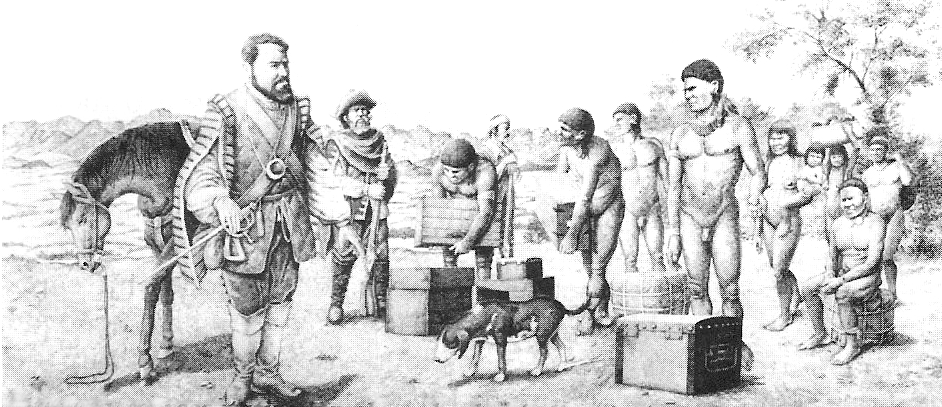
O Capitão-Mor com seu Terço de Ordenanças e a Tribo dos Ariús.

A partir de 1688 a Guerra dos Bárbaros consistiu na mobilização de tribos de índios tapuias, em especial os Janduís aliados dos holandeses que queriam expulsar os portugueses do sertão paraibano, empreendendo vários massacres de colonos, expulsando-os e ateando fogo nas vilas. Theodósio herdou o título de Capitão-Mor das Fronteiras dos Espiranhas, Cariris e Piancós do seu irmão Constantino de Oliveira Lêdo, morto em combate pelos índios Janduís durante o conflito. Posto isso, acredita-se que o português tenha adentrado na guerra com bastante bravura e sagacidade para honrar a morte do irmão.
Durante esta guerra Theodósio combateu ao lado de Domingos Jorge Velho, o paulista, expulsando o último resquício dos holandeses na Paraíba que armavam os Janduís com arcabuzes e pólvora. Ele aliou-se ao Cacique Cavalcanti, fundador da tribo dos Índios Cavalcantis, mais conhecidos como Ariús, os quais participaram da sua tropa de Ordenanças. Muito elogiado por sua campanha tanto de expulsão dos índios como de repovoamento do sertão com criações de gado e armamento da população colona, Teodósio de Oliveira Lêdo ganhou a simpatia do Capitão General de Pernambuco, Fernão Martins Mascarenhas de Lencastro, Do governador-geral do Rio Grande do Norte, Bernardo Vieira de Melo e do governador-geral do Brasil, Dom João de Lencastre. Posteriormente, já durante o Império do Brasil, Theodósio de Oliveira Lêdo foi imortalizado, sendo citado várias vezes nas páginas de "A Guerra dos Bárbaros", obra do militar, nobre e imortal Academia Brasileira de Letras Alfredo D'Estragnolle Taunay, o Visconde de Taunay.

### Casamentos e falecimento
Theodósio de Oliveira Lêdo foi casado duas vezes, a primeira com Isabel Paes, a segunda com Cosma Tavares Leitão. Viveu em uma de suas fazendas no Sertão paraibano. No fim da vida, o capitão-mor ficou cego devido à idade (provavelmente acometido de catarata). Ao falecer, em abril de 1732, deixou seis filhos, três do primeiro casamento, entre eles Adriana de Oliveira Lêdo, donatária da "Casa-grande de Santa Rosa", em Boa Vista, e três filhos do segundo matrimônio.

### Os Oliveira Lêdo

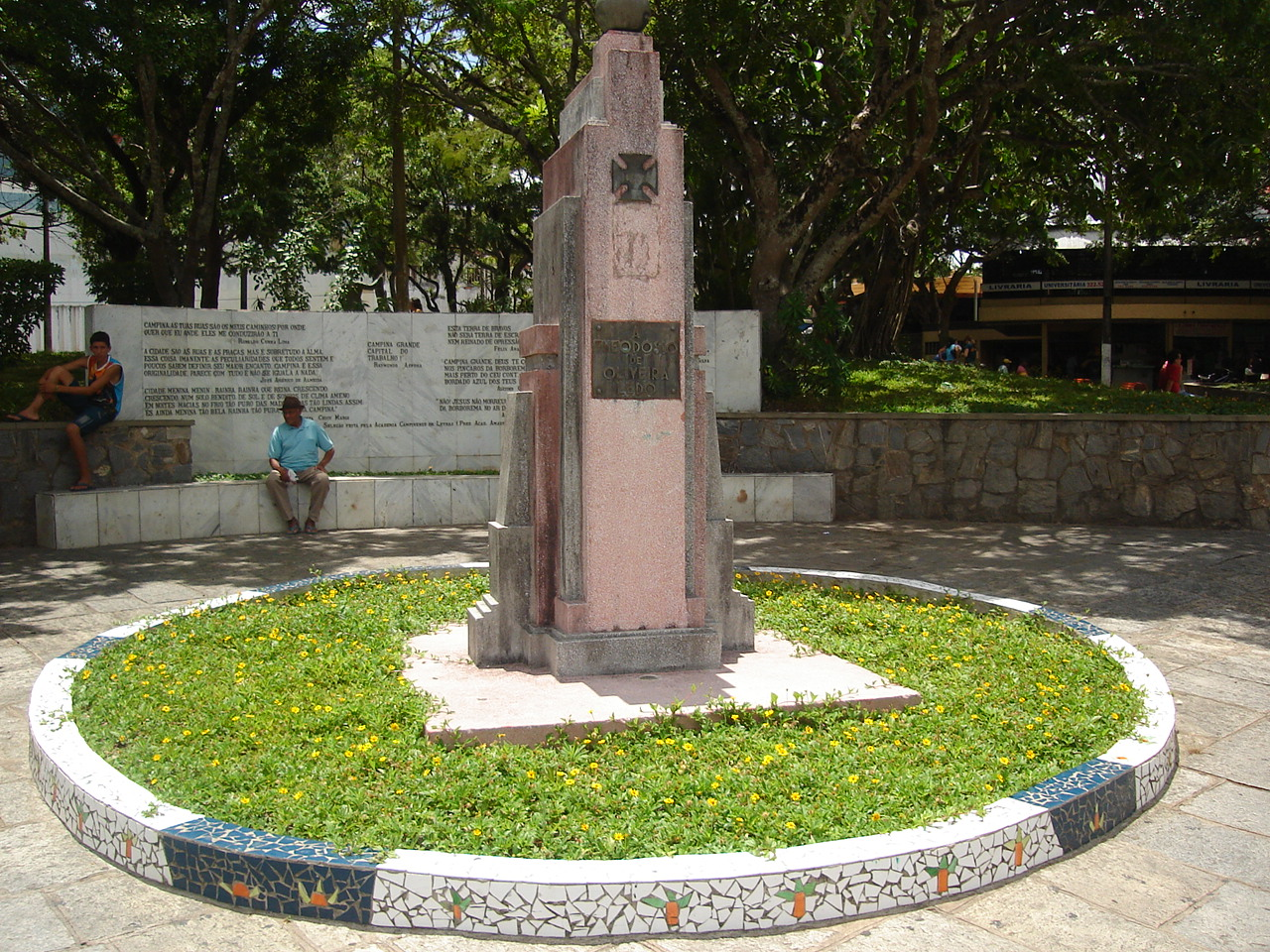
Monumento em homenagem a Teodósio de Oliveira Lêdo, em Campina Grande - PB

A família Oliveira Lêdo teve grande importância para a penetração de gado no sertão da Paraíba e a habitação em geral do Estado, pois foram os primeiros a adentrarem na Paraíba a uma distância de mais de 77 km de distância (14 léguas) do mar, em direção ao interior. O primeiro lugar onde se fixaram foi em Carnoió, hoje Boqueirão, onde residiam ferozes índios Cariri. A fazenda dos Oliveira Lêdo se tornou centro importante de ocupação do Sertão Paraibano. Um grande número de cidades do sertão foram fundadas tendo origem uma fazenda pertencente a um membro da família dos Oliveira Lêdo, como Brejo do Cruz e Catolé do Rocha, Campina Grande, Pombal, Olivedos entre outras.
Acredita-se que sua origem tenha se dado da união dos filhos de Bartolomeu Lêdo e Manuel de Oliveira, portugueses casados com índias que receberam a visita do Tribunal do Santo Ofício, a Inquisição, por adotarem em demasia costumes de suas esposas ou por viverem em concubinato com elas, ainda não se sabe ao certo.
A família deu origem a muitas outras linhagens de pessoas nobilitadas e importantes, entres as famílias que são originadas dos Oliveira Lêdo se pode citar: Araújo, Farias Leite, Félix Araújo, Henriques de Castro, Dinoá, Felinto de Araújo, Pereira Leal, Almeida, Gomes de Farias, Pereira de Araújo, Pereira, Marinho Falcão, Batista de Almeida, Borborema, Pereira de Couto, Couto de Araújo, Alcântara, Pereira de Castro, Marinho, Marinho de Araújo, Falcão, Sulpino, Vitorino de Araújo, Victor de Araújo, Almeida Pinto, Lacerda, Pereira de Lacerda, Barros Pereira, Ouriques Soares, Correia, Gomes Correia, Leite, Muniz, Gonzaga, Oliveira, Lopes de Almeida, Marinho Pereira, Soares de Araújo, Irineu de Arruda, Teodoro, Pereira Diniz, Pereira Pinto, Sampaio, Borborema Castro, Gomes de Almeida, Pereira de Almeida, Porto, etc. Tendo sido o seu pentaneto, o Cel. João Lourenço Porto, Prefeito de Campina Grande entre 1898-1899, e Presidente do Conselho Municipal (equivalente ao Cargo de Prefeito na época) entre 1900-1904, entre muitas outras famílias, que conservam o prestígio e em alguns casos até mesmo a sua fidalguia de nascimento devido à Theodósio de Oliveira Lêdo.